# Enrico Crespi (pittore)
Enrico Crespi (Busto Arsizio, 13 dicembre 1854 – Milano, 7 marzo 1929) è stato un pittore e incisore italiano.

## Biografia
Nato a Busto Arsizio il tredici dicembre 1854, si trasferì con la sua famiglia per stabilirsi a Milano ancora bambino.
A diaciasette anni Enrico lavorava già presso l'ufficio tecnico creato per la sistemazione della piazza del Duomo di Milano e frequentava contemporaneamente la scuola per agrimensori e alcune lezioni di prospettiva all'Accademia di Brera, tenute da Luigi Bisi. 
Nel 1874 decise di dedicarsi solamente alla pittura, iscrivendosi a Brera e diventando discepolo di Francesco Hayez, ormai più che ottuagenario.
Durante la sua vita Enrico strinse varie amicizie interne ai membri della Scapigliatura. In seguito ad un breve soggiorno parigino gli viene dedicato un lungo articolo d'elogio al suo lavoro sulla rivista "Natura e Arte".
A fianco della pittura si cimentò nella produzione di incisioni e acqueforti. 
Una serie di opere del pittore è conservata all'interno delle Civiche raccolte d'arte di palazzo Marliani-Cicogna della sua città natale.